# Oakfield (Wisconsin)
Pour les articles homonymes, voir Oakfield.
Oakfield est un village américain situé dans le comté de Fond du Lac au Wisconsin.
Selon le Bureau du recensement des États-Unis, la municipalité s'étend en 2010 sur une superficie de 0,99 mille carré (2,56 km2). Lors du recensement de 2010, sa population est de 1 075 habitants.
Oakfield est fondée dans les années 1840 par Russell Wilkinson. Elle est nommée Oakfield en 1847 en raison des chênes qui poussent dans la région ou en référence au village d'Oakfield dans l'État de New York.

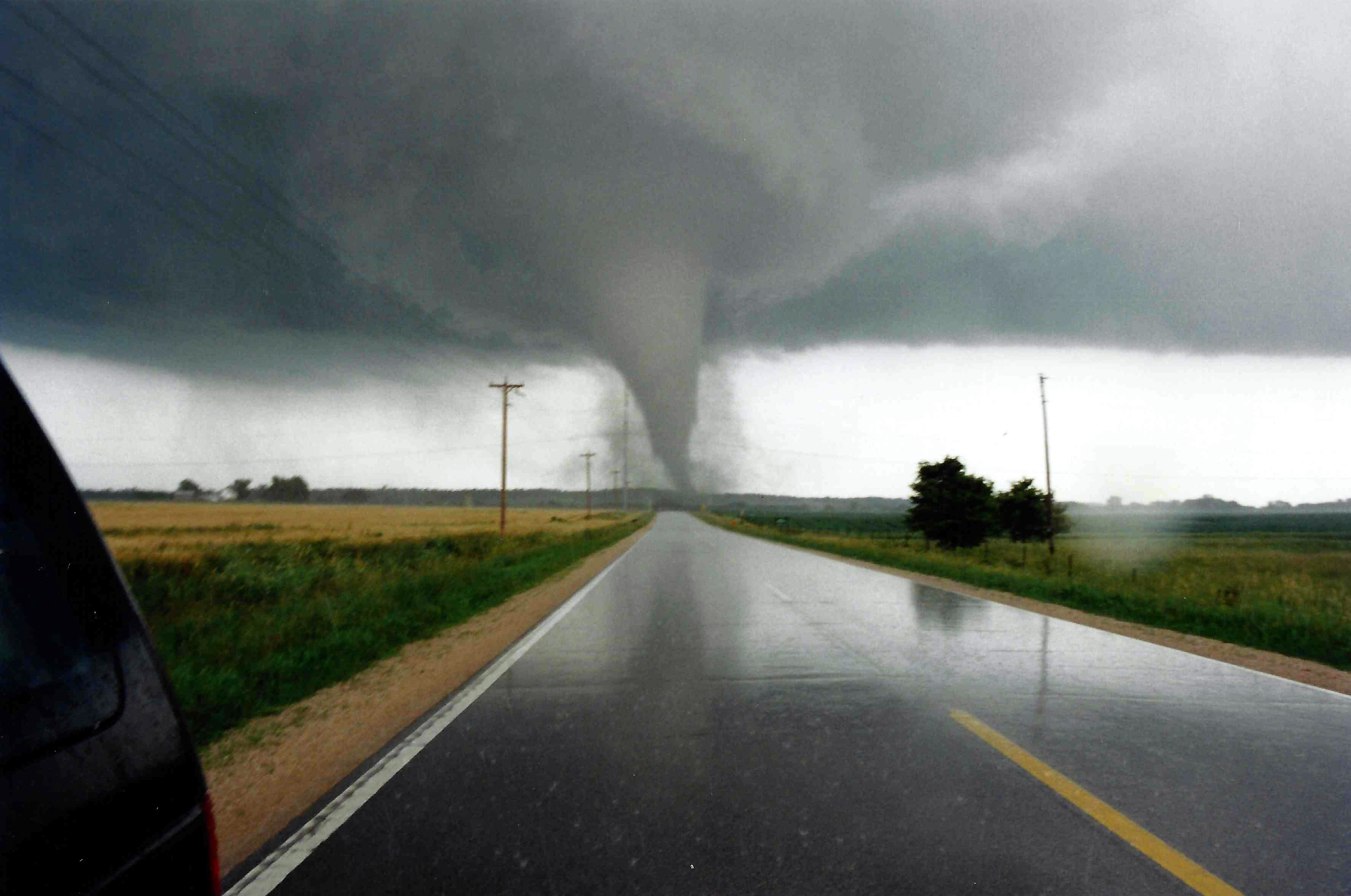
La tornade d'Oakfield, Wisconsin